# Daniel Curtis Lee
Daniel Curtis Lee est un acteur et un rappeur américain né le 17 mai 1991 à Jackson, dans l'état du Mississippi (États-Unis). Il a commencé sa carrière dans Ned ou Comment survivre aux études.

## Biographie
Daniel Curtis Lee a commencé sa carrière d'acteur à l'âge de sept ans dans sa ville natale Clinton, Mississippi. Toutefois, c'est seulement trois ans plus tard à Long Beach, en Californie, qu'il décroche son premier rôle dans film d'Hollywood, Friday After Next (2002), dans lequel il joue le rôle d'un des mauvais garçon. Ensuite, il a fait des divers apparitions dans séries télévisées et notamment dans un sit-com de Nickelodeon intitulé Ned ou Comment survivre aux études. 
Daniel en plus d'être comédien, est un très bon athlète car il a été capitaine de l'équipe de football américain de son école. Et d'autres facettes le compose comme, chanteur, rappeur, et auteur compositeur, il joue également de la guitare et de la batterie. 
Fraichement diplômé d'études secondaires, il habite à long Beach avec sa famille. Depuis 2009, il a un rôle récurrent en tant que Kojo dans la série de Disney XD, Zeke et Luther.

## Musique
Sa profession d’acteur ne l'empêche pas de faire décoller sa carrière de chanteur-rappeur. C'est lui qui chante le générique de la série Zeke et Luther. Il chante aussi au côté de son collègue de la série Zeke et Luther, Adam Hicks, un remake de MC Hammer U Can't Touch This, le clip de la chanson a été montrer le 29 juin 2010 sur Disney XD. Il a également fait un remix de la chanson In The Summertime par Mungo Jerry avec Adam Hicks. Dans ce même clip, on pourra noter la présence de Hutch Dano, Ryan Newman, Doc Shaw, Love Taylor Caitlyn, Dylan Sprouse, Cole Sprouse, Mitchel Musso, David Lambert et Logan Miller. Daniel a même terminé son premier album de rap ; des vidéos de rap se trouve sur le site de Youtube sur le canal DanDonthefly.

## Filmographie

### Télévision
- 2002 : First Monday : un petit garçon (saison 1, épisode 8)
- 2003 : The Shield : "Cassius" (Saison 2, épisode 2)
- 2004 - 2007 : Ned ou Comment survivre aux études : "Simon Nelson Cook" alias "Cookie"
- 2009 - 2012 : Zeke et Luther: Kornelius "Kojo" Jones Worth
- 2010 : Disney 365 : lui-même
- 2010 : NASA Summer of Innovation National Kickoff : Lui-même
- 2010 : Bonne chance Charlie : Raymond, le petit ami de Ivy

### Cinéma
- 2001 : The rising Place : un élève
- 2002 : Friday After Next : Bad Boy n°2
- 2007 : Quiet as Kept : le fils